# قائمة مؤسسي الديانات والمذاهب والبدع
الشخصيات التالية يعتقد انها أسست أو اوحي إليها بالأديان أو الفلسفات الدينية، أو كانت مؤسسة لطائفة أو كنيسة أو طريقة أو مذهب ديني أو مجدد لديانة قديمة معروفة.
وفي كثير من الحالات هناك أديانا أو معتقدات بدون مؤسس ولكن لها تقاليد مستمر ة تمتد إلى اوقات ما قبل التاريخ، أو ان شخصيات المؤسسين لا يمكن تحدديها تاريخيا. كما أن العديد من الطوائف الفرعية من هذه الديانات لها مؤسسون مختلفون، أو مشوك في دورهم أو وجودهم. ان بعض الأديان أو المذاهب قد تطورت بواسطة الانشقاقات والإصلاحات في أديان موجودة اصلا (اما بادعاء الوحي أو الاجتهاد)
زمنيا ،يمكن تقسيم نشأة الأديان أو المذاهب إلى :
- فترة العصور القديمة 800 ق م إلى 200 ق م : وتشمل زرادشت، وبوذا، وكونفوشيوس وسقراط (عبر أفلاطون)
- فترة الحضارة الاغريقية (الهيلينيهة) إلى اواخر العصور القديمة: وهي فترة المدارس الفكرية الكلاسيكية كالرواقية وبدايات الهنوسية وبدايات المسيحية وطوائفها كالغنوصية
- فترة القرون الوسطى إلى مطلع الفترة الحديثة، مع ظهور الإسلام، الهندوسيه الكلاسيكيه) ،حركة الإصلاح البروتستانتي. الحركات الدينية الجديدة

## فترة العصور القديمة قبل 500 ق م
| اسم النبي أو المؤسس                      | الدين أو المعتقد أو المذهب أو البدعة                      | تاريخ النبي أو حياة المؤسس         |
| ---------------------------------------- | --------------------------------------------------------- | ---------------------------------- |
| أخناتون                                  | الديانة الآتونية                                          | القرن 14 ق م                       |
| مزدك                                     | مزدكية                                                    | القرن 14 ق م                       |
| زرادشت                                   | الزرادشتية                                                | مطلع عصر الحديد                    |
| سليمان                                   | الملك الإسرائيلي الذي بنى أول معبد في القدس وقنن اليهودية | القرن 10 ق م                       |
| نوما بامبيلوس                            | الملك الروماني الذي دون ونظم الدين الروماني               | 717 قبل الميلاد - 673 قبل الميلاد. |
| ماهافيرا                                 | اخر 24 من التيرثانكار في ديانة ال جاينية                  | حوالي القرن السادس قبل الميلاد     |
| لاوتزه                                   | طاوية                                                     | عقد 600 قبل الميلاد                |
| بوذا سيذهارتا غوتاما (صاحب الهدف المحقَّق) | بوذية                                                     | 563 قبل الميلاد—483 قبل الميلاد    |
| كونفيشيوس                                | كونفشيوسية                                                | 551 قبل الميلاد—479 قبل الميلاد    |
| فيثاغورس                                 | فيثاغورثية                                                | حوالي 520 قبل الميلاد.             |
| موزي                                     | موهستية                                                   | 470 قبل الميلاد—390 قبل الميلاد.   |
| النبي عزير- عزرا                         | يعيد اليهودية إلى الهيكل الثاني                           | القرن الخامس قبل الميلاد.          |
| ليوسيبوس                                 | الذرية                                                    | حوالي 440 قبل الميلاد.             |
| أفلاطون                                  | الواقعية الافلاطونية                                      | 427–347 قبل الميلاد                |
| إبيقور                                   | إبيقوريون                                                 | حوالي 307 قبل الميلاد.             |
| زينون الرواقي                            | رواقية                                                    | 333–264 قبل الميلاد                |
| باتانجالي                                | راجا يوغا                                                 | القرن الثاني قبل الميلاد           |
| يسوع الناصري                             | مسيحية                                                    | القرن الأول بعد الميلاد            |
| شاول الطرسوسي أو بولس فيما بعد           | المسيحية البولسية أو اللاهوت البولسي                      | القرن الأول بعد الميلاد            |
| سمعان بطرس                               | المسيحية البطرسية أو السلطة البطرسية                      | القرن الأول بعد الميلاد            |
| يهودا هاناسي                             | مؤلف الميشناه كجزء من ال تلمود في اليهودية                | القرن الثاني                       |

## إلى اوائل القرون الوسطى (500-1800)
| اسم النبي أو المؤسس    | الدين أو المعتقد أو المذهب أو البدعة        | تاريخ النبي أو حياة المؤسس |
| ---------------------- | ------------------------------------------- | -------------------------- |
| ناغارجونا              | مادهيماكا                                   | 150م-250م                  |
| أفلوطين                | إفلاطونية محدثة                             | 205م–270م                  |
| مرقيون السينوبي        | الكنيسة المرقيونية                          | 110م-160م                  |
| ماني بن فتك            | المانوية                                    | 210م-276م                  |
| آريوس                  | الآريوسية                                   | 250م-336م                  |
| نسطور                  | نسطورية                                     | 386م-451 م                 |
| أوطاخـي                | مونوفستية طبيعة واحد للمسيح                 | 380م-456م                  |
| بوذيدارما              | زن                                          | ا لقرن السادس م            |
| محمد                   | إسلام                                       | 570م-632م                  |
| سونغتسان غامبو         | انشأ البوذيه التبتية                        | القرن السابع م             |
| بادماسامبهايا          | نينغما                                      | القرن الثامن م             |
| أدي شانكارا            | غاية الفيداس طريقة هندوسية                  | القرن التاسع               |
| كوكاي                  | كلمات حقيقية شنغون (بوذية يابانية)          | القرن التاسع               |
| حمزة بن علي بن أحمد    | موحدون دروز                                 | القرن الحادي عشر           |
| باسافا                 | لينغاتية الطائفة الدينية الهندوسية في الهند | القرن الثاني عشر           |
| مادهفشريا              | دافيتا                                      | 1238-1317م                 |
| رماندانا               | ڤيشنڤية رأي العلماء                         | القرن الخامس عشر           |
| كبير                   |                                             |                            |
| Srimanta sankardeva    |                                             |                            |
| ناناك                  | سيخية                                       |                            |
| Vallabha Acharya       |                                             |                            |
| مارتن لوثر             | المسيحية اللوثرية                           | 1483 - 1546                |
| شايتانيا               |                                             |                            |
| هنري الثامن من إنكلترا | الأنجليكانية                                | 1491 - 1547                |
| كونراد غربل            | الاخوة السويسرية تجديدية العماد             | 1498-1526                  |
| جون كالفن              | كالفينية                                    | 1509 – 1564                |

## الحركات الدينية الجديدة (- 1800)
| اسم النبي أو المؤسس                                | الدين أو المعتقد أو المذهب أو البدعة                                               | تاريخ النبي أو حياة المؤسس |
| -------------------------------------------------- | ---------------------------------------------------------------------------------- | -------------------------- |
| راجا رام موهان روي                                 | براهمو ساماج البنغالية                                                             | 1772-1833                  |
| ناكاياما ميكي                                      | ديانة تينريكيو اليابانية                                                           | 1798-1887                  |
| لآن كاردك                                          | الروحانية                                                                          | 1804م-1869م                |
| جوزيف سميث                                         | مورمون                                                                             | 1805م-1844 م               |
| جامغون كونغترل                                     | حركة ريمي بوذية                                                                    | م-م                        |
| علي بن محمد رضا الشيرازي                           | بابية                                                                              | 1819 م-1850م               |
| بهاء الله                                          | بهائية                                                                             | 1817 م-1892م               |
| هيلينا بتروفنا بلافاتسكي                           | تصوف                                                                               | 1831-1891                  |
| ميرزا غلام أحمد                                    | أحمدية                                                                             | 1835-1908                  |
| سوامي فيفي كاناندا                                 | بعثة راماكريشنا تقوم بعمل واسع النطاق في الرعايه الصحية، والاغاثه في حالات الكوارث | 1863-1902                  |
| آليستر كراولي                                      | ثيليما فلسفة للحياة تقوم على سيادة القانون                                         |                            |
| جيرالد غاردنر                                      | ويكا                                                                               | 1884-1964                  |
| ماري بيكر إدي                                      | علم مسيحي                                                                          | 1821-1910                  |
| سوامي دايانادا ساراسواتي                           | Arya Samaj                                                                         | 1824-1883                  |
| غويدو فون ليست                                     | التصوف الجرماني                                                                    |                            |
| سري اوروبيندو                                      | يوجا متكاملة                                                                       |                            |
| Ngô văn chiêu                                      | كاو داى                                                                            |                            |
| ارنست هولمز                                        | علم العقل علم متدين                                                                |                            |
| والاس فارد محمد                                    | أمة الإسلام البلاليون                                                              | 1891                       |
| أبهاي شارانارافيندا بهاكتيفيدانتا سوامي برابهوبادا | المجتمع الدولي للوعي كريشنا                                                        | 1896-1977                  |
| ماهاريشي ماهيش يوغي                                |                                                                                    | 1917م                      |
| سون ميونغ مون                                      |                                                                                    | م–م                        |
| شري شري انادامورتي Shrii Shrii Anandamurti         | اناندا مارقا                                                                       | 1921 م-1990 م              |
| رون هوبارد                                         | الكنيسة العلمولوجية                                                                | 1911م-1986 م               |
| ميستر غبريال                                       | União do Vegetal دين مسيحي يقوم على استخدام hoasca كمؤثر عقلي                      | 1922م-1971م                |
| نيرمالا سريفاستافا                                 | شاشا اليوغا                                                                        | 1923م                      |
| Sveinbjörn beinteinsson                            | اساترو وثنية النيروج                                                               | 1924م-1993م                |
| ساتيا ساي بابا "جنة الحق"                          | منظمة ساتيا ساي                                                                    | م-م                        |
| أنتون ساندور ليفي                                  | كنيسة الشيطان                                                                      | 1930م-1997م                |
| أوشو                                               |                                                                                    | م-م                        |
| سري سري رافي شانكار                                |                                                                                    | م-م                        |
| فساريون                                            | كنيسة العهد القديم                                                                 | 1961                       |